# Mátraalja
Mátraalja är kullar i Ungern.   De ligger i provinsen Heves, i den centrala delen av landet, 70 km öster om huvudstaden Budapest.